# Phytomyza taraxaci
Phytomyza taraxaci este o specie de muște din genul Phytomyza, familia Agromyzidae, descrisă de Friedrich Georg Hendel în anul 1927.
Este endemică în Polonia. Conform Catalogue of Life specia Phytomyza taraxaci nu are subspecii cunoscute.